# Верблюдівництво

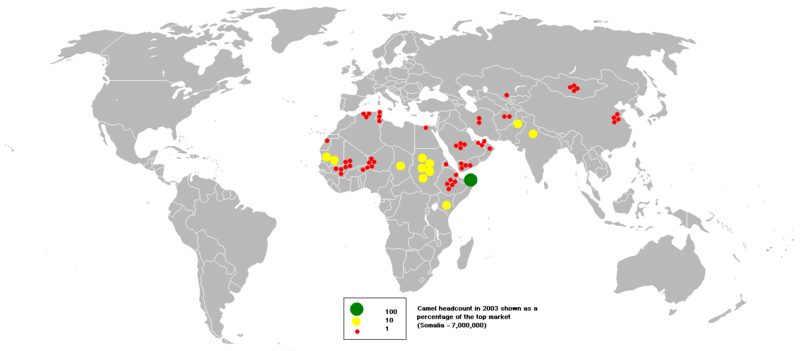
Мапа показує поголів'я верблюдів у 2003 році в кожній окремо взятій країні у відсотках порівняно з лідером — Сомалі (7,000,000 голів).

Верблюдівництво — галузь тваринництва по розведенню верблюдів.

## Поширення
Набуло поширення в арабо-мусульманських країнах, зони пустель, напівпустель і сухих степів, тобто аридного поясу.
У 1997 році нараховувалось 19,63 млн голів верблюдів, із яких 6,1 млн зосереджено у Сомалі, 3,1 млн в Судані. Більше півмільйона голів було в Індії, Мавританії, Пакистані та Ефіопії.

## Породи
Розводять дво- і одногорбих верблюдів шести порід. Двогорбі верблюди бактріан досягають висоти на рівні плечей близько 2,3 м. Основною біологічною особливістю верблюдів є їхня пристосованість до умов існування в безводній пустелі і напівпустелі.

## Призначення
Верблюдів використовують як в'ючних та запряжних тварин, а також на м'ясо, молоко і шерсть.